# Leids Cabaret Festival
Het Leids Cabaret Festival is een cabaretfestival dat jaarlijks in de Nederlandse stad Leiden gehouden wordt, met als vaste toneel de Leidse Schouwburg. Het festival biedt jong cabarettalent een opstap naar een groter publiek en wellicht een professionele theatercarrière.
Het Leids Cabaret Festival kent een juryprijs en een publieksprijs. Veel deelnemers en winnaars zijn nu nog steeds bekend als cabaretier. Enkele winnaars zijn: Najib Amhali, Erik van Muiswinkel, Lebbis en Jansen, Sanne Wallis de Vries, Micha Wertheim. En van de jongere generatie: Katinka Polderman, De Partizanen, Tim Fransen.
Het Leids Cabaret Festival werd in 1978 voor het eerst gehouden vanuit de Leidse studentenvereniging Augustinus, met Harry Kies als initiatiefnemer en organisator. De eerste editie van het festival was bedoeld als geëngageerde tegenhanger van Cameretten uit Delft of later Rotterdam. Tegenwoordig is het Leids een gevestigd festival, dat een podium vormt voor jong cabarettalent.
Tot 2023 werd het festival georganiseerd door Bunker Theaterzaken (opvolger van Harry Kies Theaterprodukties). Vanaf 2024 wordt het festival georganiseerd door de Leidse Schouwburg zelf.

## Historisch overzicht
Hieronder volgt een historisch overzicht met de deelnemers per jaar en een korte beschrijving van dat jaar.
1978 - '79 - '80 - '81 - '82 - '83 - '84 - '85 - '86 - '87 - '88 - '89 - '90 - '91 - '92 - '93 - '94 - '95 - '96 - '97 - '98 - '99 - '00 - '01 - '02 - '03 - '04 - '05 - '06 - '07 - '08 - '09 - '10 - '11 - '12 - '13- '14- '15 - '16 - '17 - '18 - '19 - '20 - '22 - '23 - '24 - '25

### 2025
De finale van 2025 werd gevormd door Bob Koomen, Yara Piekema en David van Rosmalen. Van Rosmalen kreeg zowel de juryprijs, de publieksprijs en de studentenjuryprijs.
Deelnemers festival
| Voorronden          | Halve finale    | Finale                                                 |
| ------------------- | --------------- | ------------------------------------------------------ |
| Warre Verlinden     | Bram Verstappen | David van Rosmalen (jury-, publieks en studentenprijs) |
| Marlies Verschueren | Bugra Gedik     | Yara Piekema                                           |
| Annelies Gebruers   |                 | Bob Koomen                                             |

### 2024
De finale van 2024 werd gevormd door Said El Hassnaoui, Tim Kroezen en David Linszen. Linszen kreeg zowel de juryprijs, de publieksprijs en de studentenjuryprijs.
Deelnemers festival
| Voorronden    | Halve finale    | Finale                                               |
| ------------- | --------------- | ---------------------------------------------------- |
| Stephen Bell  | Marjolijn Ebels | David Linszen (jury -en publieks- en studentenprijs) |
| Hermes Ahmadi | Tobias Tonch    | Tim Kroezen                                          |
| Thom Gerrits  |                 | Said El Hassnaoui                                    |

### 2023
In 2023 werd het festival geannuleerd omdat de organisatie vond dat zich te weinig deelnemers met potentie hadden aangemeld. Ook de geplande finalistentour werd afgezegd.

### 2022
In verband met de onzekerheid rondom de corona-pandemie was de opzet van het festival dit jaar anders. Na de audities werden direct vijf halvefinalisten geselecteerd, die in roulerende samenstelling de finalistentour speelden, vóórdat op 3 en 4 juni het festival zelf plaatsvond. 
Deelnemers festival
| Halve finale                                | Finale                          |
| ------------------------------------------- | ------------------------------- |
| Standje Graf (Robbie Aldjufri en Tom Afman) | Stefan Hendrikx (juryprijs)     |
| Iris Vlutters                               | Piet van Eeghen (publieksprijs) |
|                                             | Céline Schrama (studentenprijs) |

### 2020
Het thema van deze editie was "Navelstaren". De presentatie was in handen van Thomas van Luyn. Het festival eindigde op 16 februari.
Deelnemers festival
| Voorronden          | Halve finale   | Finale                                                |
| ------------------- | -------------- | ----------------------------------------------------- |
| Alyssa Gonzalez     | Bart & Maarten | Lisa Ostermann (jury -en publieks- en studentenprijs) |
| Annemarie Koopman   | Sayeed Siyad   | De Vriendendienst (Peer Thielen en Yuri Disseldorp)   |
| Sanjeevani Hendriks |                | Thjum Arts                                            |

### 2019
Het festival is dit jaar tussen 11 en 16 februari. Dit jaar wordt voor het eerst de Studentenjuryprijs uitgereikt
Deelnemers festival
| Voorronden       | Halve finale               | Finale                                       |
| ---------------- | -------------------------- | -------------------------------------------- |
| Vlerk & Zijlstra | Vlamousse (Studentenprijs) | Jasper van der Veen (jury -en publieksprijs) |
| Berend Bonsema   | Sanne Schuhmacher          | Senne Guns                                   |
| Bamberg & Smit   |                            | Gavin Reijnders                              |

### 2018
Deelnemers festival
| Voorronden              | Halve finale  | Finale                              |
| ----------------------- | ------------- | ----------------------------------- |
| Marieke Peper           | Els Dejonghe  | Kasper van der Laan (publieksprijs) |
| Frank Boddin            | Manon Kroezen | Jeroens Clan                        |
| Maarten Westra Hoekzema |               | Farbod Moghaddam (juryprijs)        |

### 2017
Deelnemers audities
H.H.H. Overdijk & Kola, Samir Fighil, Paul Schoolderman, Project Beige, Diede Blok, Maarten Westra Hoekzema, Janneke Jager.
Deelnemers festival
| Voorronden              | Halve finale         | Finale                          |
| ----------------------- | -------------------- | ------------------------------- |
| Bovenste knoopje open   | Maarten van den Berg | PS en zo is het leven           |
| Amarens ten Bruggencate | De Gestampte Meisjes | Felix Heezemans (publieksprijs) |
| Waterkonijnen           |                      | De Hygiëna's (juryprijs)        |

### 2016
Deelnemers festival
| Voorronden        | Halve finale  | Finale                                  |
| ----------------- | ------------- | --------------------------------------- |
| Geert Dehertefelt | Erhan Demirci | Marco Lopes                             |
| Lonneke Dort      | Oscar Arnold  | Joosen en de Jager                      |
| Yannick Jozefzoon |               | Martijn Kardol (jury- en publieksprijs) |

### 2015
Deelnemers festival
| Voorronden     | Halve finale             | Finale                                        |
| -------------- | ------------------------ | --------------------------------------------- |
| Steve Aernouts | De Blonde jongens en Tim | Nabil Aoulad Ayad                             |
| Janneke Jager  | Yahia Yousfi             | Tim Hartog                                    |
| Twan Janssen   |                          | Thijs van de Meeberg (jury- en publieksprijs) |

### 2014
Deelnemers audities
Steven Brunswijk, Koning Triton, Laura de Vries, Steve,Gijs,Tibor&Martijn, Caroline Wouters, Steffen Brinkhaus, Hilke Bierman, Carlo Kip.
Deelnemers festival
| Voorronden     | Halve finale     | Finale                               |
| -------------- | ---------------- | ------------------------------------ |
| Riza Tisserand | Anke Laterveer   | Maud Vanhauwaert                     |
| Ties Teurlings | Wouter Vanhoutte | Bart Melief                          |
| Bart & Evert   |                  | Tim Fransen (jury- en publieksprijs) |

### 2013
Deelnemers audities
Robert Ramaker, Ann Helena Kenis, Arbi el Ayachi, Brechtje Kat, Pat Marcal, MASKE-RADE, Rodrigo Vissers, Gerrit Groot Karsijn, Bart Andelhofs, Jasmien Aernout en Guy Folie.
Deelnemers festival
| Voorronden     | Halve finale       | Finale                                 |
| -------------- | ------------------ | -------------------------------------- |
| Nele Bauwens   | Wouter Monden      | Jan Beuving                            |
| Line Mertens   | Bertram van Alphen | Kiki Schippers                         |
| Robert Ramaker |                    | De Partizanen (jury- en publieksprijs) |

### 2012
Deelnemers audities
Robin Bleeker, Caroline Rome, Tobias Polak, De Muzes, Anne Jaap de Rapper, Paul Westra, Guido Schaake, Leon de Waal, Lotte Vogel, Nathalie Bouts, Janneke Jager
Deelnemers festival
| Voorronden        | Halve finale  | Finale                                |
| ----------------- | ------------- | ------------------------------------- |
| Cabaretgroep Malt | Edo Berger    | Omar Ahaddaf (jury- en publieksprijs) |
| David Groeneveld  | William Boeva | Pepijn Schoneveld                     |
| Martijn van Osch  |               | Arnout Van den Bossche                |

### 2011
Deelnemers audities
Sonja 20 over 7, Gorcha Davydova, Robert-Paul Jansen, Koen Verbeek, Emile Gronert, Luc & Zec, Amin Ait Bihi, Ilse Burgwal, Steven Gabriels, Alice Rientjes, Kees Meerman, Cartoons, Anne Jaap de Rapper
Deelnemers festival
| Voorronden       | Halve finale       | Finale                        |
| ---------------- | ------------------ | ----------------------------- |
| Hanne De Backer  | José Schuringa     | Gijs van Rhijn (juryprijs)    |
| Bas Bonthuis     | Victor Luis van Es | Lennaert Maes (publieksprijs) |
| Patricia Idsinga |                    | Rauw Spul                     |

### 2010
Deelnemers audities
Roger et Simone, Pirard Jo, Jo & Gerry, Bert Gabriëls, Johan Stevens, Fielmich & Swart, Ludolf du Pon, Dominique Minten, De Andersons, Bram Graafland, Matthijs Wind, Emmelie Zipson, Frank van Erum
Deelnemers festival
| Voorronden       | Halve finale     | Finale                        |
| ---------------- | ---------------- | ----------------------------- |
| Jasper van Kuijk | Suzanne Mateysen | Jeroen Leenders (juryprijs)   |
| Timzingt         | Les Canards      | Emilio Guzman (publieksprijs) |
| Lies Lefever     |                  | Bart Cannaerts                |

### 2009
Deelnemers audities
Nooit Van Gehoord, David Groeneveld, Annika Campfens, Jorris Velleman, Tina de Bruin, Jennifer Evenhuis, Bram van der Velde, Ruud Smulders, Wouter de Jong, Henry O’Tawiah, Esteban & Milo
Deelnemers festival
| Voorronden                         | Halve finale       | Finale                                  |
| ---------------------------------- | ------------------ | --------------------------------------- |
| Herman Otten                       | Oviede & Ignace    | Maarten Ebbers (jury- en publieksprijs) |
| Raymond Rodenburg                  | Corné van Sprundel | Stefan Pop                              |
| Ellen Schoenaerts & Marianne Loots |                    | Jaike Belfor                            |

### 2008
Deelnemers audities
Sem van den Borne, Anne Jan Toonstra, Max van den Burg, Reza Rahimiyan, Thijs Durieux, Julien Knops, Philip Walkate
Deelnemers festival
| Voorronden           | Halve finale          | Finale                                   |
| -------------------- | --------------------- | ---------------------------------------- |
| Berit Companjen      | Kees van Amstel       | Ter Bescherming van de Jeugd (juryprijs) |
| Patrick Meijer       | Vivianne van den Boom | Iwein Segers (publieksprijs)             |
| Esteban van der Wolf |                       | Veronique Sodano                         |

### 2007
Deelnemers audities
Patrick Platschorre, Sanne Slotemaker, Twan Geerts & Sander Kouwenberg, Frank Mercelis, Kompost, Patrick Spekman, Piet De Praitere, Max van den Burg, Roos, Caroline Sanders, Likeminds, Marlies Somers, Asman!
Deelnemers festival
| Voorronden           | Halve finale   | Finale                                |
| -------------------- | -------------- | ------------------------------------- |
| Yora Rienstra        | Sanne & Dees   | Roy Aernouts (jury- en publieksprijs) |
| Stefaan van Brabandt | Gijs Nillessen | Paulien Cornelisse                    |
| Robert Derksen       |                | Intgeniep                             |

### 2006
Deelnemers audities
Ronny Hofenboom, Wynand Bloem, Daniel van Veen, Jaela Cole, Hank, Les Poupées Passionées, Chris van de Ende, (niet compleet)
Deelnemers
| Voorronden   | Halve Finale  | Finale                                 |
| ------------ | ------------- | -------------------------------------- |
| Noel & Uriah | Jerûn         | Samba Schutte (jury- en publieksprijs) |
| Soula Notos  | Emile Gronert | Ralph Sigmond                          |
| Sam en Gover |               | Willemijn Smeets                       |

### 2005
Deelnemers audities
Jerun, Anica de Wijs, Boskoe, Krul & Ro, De Heren Van De Burgt, Hennie Koeken, Dubbelvla, Bert Gabriëls, (niet compleet)
Deelnemers festival
| Voorronden        | Halve Finale      | Finale                                     |
| ----------------- | ----------------- | ------------------------------------------ |
| Robin Bleeker     | Jetje & De Kleine | Katinka Polderman (jury- en publieksprijs) |
| Jennifer Evenhuis | Rachid Larouz     | Brokstukken met o.a. Korneel Evers         |
| Arne & Erris      |                   | Harry Glotzbach                            |

### 2004
Deelnemers audities
Vincent Geers, Gel, Anne Jan Toonstra, M.K. & Van T., Stichting Mee-Eter, Eduard Veerman, Marielle Tolhuisen, Marieke Grootveld, Intgeniep, Marcel Harmsen, Tom en Eveline
Deelnemers festival
| Voorronden          | Halve Finale   | Finale                                  |
| ------------------- | -------------- | --------------------------------------- |
| Hillenius en Hupkes | Ted Griffioen  | Micha Wertheim (jury- en publieksprijs) |
| Pieter Derks        | Esther Ephraïm | Jochen Otten                            |
| Sophie van Hoytema  |                | Bert en Roy                             |

Vanaf 2004 worden er 8 in plaats van 10 kandidaten geselecteerd voor de voorronden.

### 2003
Deelnemers audities
Teus & Izak, Lambert-Jan Koops, Mc Aldrin & The Preacher, Alex van Holstein, Lianne van Gemert, Chris en Sándor, Bert Verboom, SEK, Jan-Willem van de Broek, Piet de Praitere, Pek en Veren
Deelnemers festival
| Voorronden             | Halve Finale    | Finale                              |
| ---------------------- | --------------- | ----------------------------------- |
| Wietske & Arnoud       | ManManMan       | Alex Agnew (jury- en publieksprijs) |
| Krikke en Ikke         | Miel Verstappen | Do (Dorine Wiersma)                 |
| Timo Septer            |                 | Schering en Inslag                  |
| Gunter Lamoot          |                 |                                     |
| Roosmarijn van Bohemen |                 |                                     |

Dit jaar werd er door de VARA in o.a. het Theater Carré een jubileumfestival georganiseerd, ter gelegenheid van het 25-jarig bestaan van het Leids Cabaret Festival.

### 2002
Deelnemers audities
Rot en Vervelent, Judith de Leeuw, Alex de Gans, Brijnt en Toverbal, Maarten en Ik, Arie Vuyk, Burt Lamaker, Peter Sterk, H&S Klinkhamer, Kees Wennekendonk, Jim Speelmans, Krikke en Ikke, De Graaf en Vriends, Wennekes & de Rooy
Deelnemers festival
| Voorronden        | Halve Finale      | Finale                                 |
| ----------------- | ----------------- | -------------------------------------- |
| Roel C. Verburg   | Philip Walkate    | Javier Guzman (jury- en publieksprijs) |
| Mannen Op De Maan | Mariska Vollering | Wim Helsen                             |
| Voorwaar          |                   | Renee van Bavel                        |
| Tom Fraai         |                   |                                        |
| Ei                |                   |                                        |

### 2001
- Annika & Jaco ook (finale)
- Jeremy Baker
- Berry Lussenburg
- Martine Nauta
- Michiel Peereboom
- Lone van Roosendaal
- ROTS
- RUL (jury- en publieksprijs)
- Smitt & Claasen
- Zusje Voogd (finale)

### 2000
- Reijn & Goed (juryprijs)
- Irene van der Aart
- Marco van Es
- Kres en Van Bruggen
- Sara Kroos (publieksprijs)
- Anousha N'Zumé (finale)
- Schoon aan de Haak
- Annieke Sloet
- Stan en Wietse
- Guido Weijers

### 1999
- Les Bonnes
- Dufraing & De Wit
- Eeef & Cooo (juryprijs)
- Linda Geerdink
- Arjen Gerritsen
- Maarten & Chiel (finale)
- Remy Martijn
- Miel & Ik
- Rozendaal & Van Alten
- Spekmennen (publieksprijs)

### 1998
- Najib Amhali (jury- en publieksprijs)
- Bolder en Plante (finale)
- Concept Cabaret (met onder anderen Patrick Lodiers)
- Jan Evers
- Theatergroep De frisse lucht
- Bert Hermelink (finale)
- Sander van Opzeeland
- Volle Blaas
- Vrolijk België (met Wim Helsen)
- Evert Jan Witteveen

### 1997
- Bledder
- Claudia de Breij
- Annetje van Dijk
- Herry Feteris (jury- en publieksprijs)
- Filip Haeyaert
- Rop Janze
- Miel en Ik
- Myriam Mulder (finale)
- Oscar Siegelaar (finale)
- Zeegers en Eggink

### 1996
- Associatie Tralala (finale)
- Carrie
- De dames Slier
- David Dermez
- Joost & Hannek
- Bert Koster (finale)
- Paul Kuyt
- Gabriela Lukassen
- Vincent Robijn
- Sanne Wallis de Vries (jury- en publieksprijs)

### 1995
- De Bloeiende Maagden
- Driehuis Ver
- Duo Emceeweej
- Ginger & Dionne
- Marion Groenewoud
- Fritz Van Den Heuvel
- Martijn Knol
- Moeders Mooiste (finale)
- Marc Scheepmaker (juryprijs)
- Sofietje (met onder anderen Sanne Wallis de Vries, die het jaar daarop solo weer mee zal doen)

In de jury zitten Cilly Dartell, Rob Vemeulen, Marcel Verreck en Peter Voorbraak.

### 1994
- Bert & Dictus
- Tamara Bos
- Gorgels en Van Balken
- Laterveer, Feteris en Kloppenburg (met Hetty Feteris)
- Peter Lombaert
- Kees Meerman
- Frank van Pamelen
- Kees Torn (finale + jury- en publieksprijs)
- Twee van Zand (finale)
- Marianne van Wijk (finale)

### 1993
- Reinoud Berends
- Hester Hofman (juryprijs)
- Frits Klei
- Nico van der Knaap
- G. v.d. Kroon (finale)
- Jeroen Maes
- Pieter de Rijk (publieksprijs)
- ROS '92
- Schone Schijn

### 1992
- Bloedend Hart
- Dood Spoor
- De Gemeentereiniging (juryprijs)
- Harten Vrouwen schoppen Heren (finale)
- Kamelot (publieksprijs)
- Kerel en Karel
- Robikekba
- Tim van der Sluijs
- Saša Spanjerberg
- Te Grabbel

Vanaf dit jaar vinden er ook openbare audities in de Leidse Sociëteit De Burcht plaats. Erik van Muiswinkel zit in de jury.

### 1991
- Bart Deuss
- De Dulle Roeckers (finale)
- De Gok
- Marc Lezwijn
- Ad van Oorschot
- Josje de Ru
- Tim van der Sluijs
- Mark van de Veerdonk (jury- en publieksprijs)
- André Westra (finale)
- Chris Wisse met combo Valse Vlechten

Voor het eerst tien deelnemers. Op maandag en dinsdag presenteren zich steeds vijf kandidaten. Daarvan kiest de jury er vijf voor de halve finale van donderdag, waarvan er ten slotte drie naar de finale op zaterdag gaan.

### 1990
- Walter Baele / Pascale van den Broeck
- Basterd (met onder anderen Onno Innemee)
- Marcel Boon (publieksprijs)
- Hans Claus
- Dominique Engers en haar muzikale mannen
- Hester Macrander (finale)
- André Manuel (juryprijs)
- Mevrouwtje Mevrouwtje
- Rota Rotura
- Heleen Suiker
- Truswalski

Dit jaar vindt het festival voor de laatste keer plaats in mei. Vanaf 1991 gebeurt dat in februari. Dit heeft vooral een commerciële reden, omdat de deelnemers na de finale het hele theaterseizoen geboekt kunnen worden.

### 1989
- Mark Boode
- Marcel Boon
- Robert Brouwer (finale)
- Dito Dito
- Epha (finale)
- Wim Kauffman en de Stiefbroers
- Lebbis en Jansen i.o. (jury- en publieksprijs)
- Peeters & Angst
- De Smiezen
- Kees Steketee
- Oscar Wagenmans
- Wees!

Dit jaar voor het eerst twaalf deelnemers. De drie voorrondes tellen elk vier deelnemers en niet de jury, maar de festivalorganisatie kiest de drie finalisten. De jury bestaat uit Justus van Oel, Hanneke Rudelsheim en Jeroen Pauw.

### 1988
- Vincent Bijlo (publieks- en persoonlijkheidsprijs)
- Karel Bosman
- Berry Eggink
- Adrian Goemans
- Kommer en Kwel
- De Pinokkio's (finale) (met onder anderen Oscar Wagenmans)
- Roel Reiné
- De Serpanties
- Zwiep en Brons (juryprijs) (met onder anderen Ingeborg Sergeant)

De jury bestaat uit Frans Boelen, Jaap Koopmans en Jack Spijkerman. Zij kennen voor het eerst (en tot in ieder geval tot 2003 voor het laatst) een persoonlijkheidsprijs toe.

### 1987
- Doede Bleeker
- Domi en de Basbartoets (finale)
- Theater Klapstoel
- René Lohman
- Gustaaf de Meersman
- Theatergroep Panter
- Wim Rijken
- Truus gaat uit wandelen (publieksprijs)
- Verreck & Pleijsier (juryprijs)

### 1986
- Bruusk
- Het Cabaret
- Ton Gloudemans
- Eric Koenes
- Mon Cherie en de Herenflikken (jury- en publieksprijs)
- Morsige Types (finale) (met onder anderen Rob Kamphues)
- Muzikater
- O'Romeo (finale)
- Stampei

De jury bestaat dit jaar uit Fred Florusse, Jan Gras en Anita Löwenhardt.

### 1985
- Van Gils (finale)
- Jota
- Ton van Heemst (finale)
- Klein Foutje
- Konkreet Allerlei
- Het Krisiskabaret
- Dave Marsch (de eerste en laatste niet-Nederlandstalige deelnemer)
- Eric Winder
- Zak en As (jury- en publieksprijs) (Met Erik van Muiswinkel en Justus van Oel)

### 1984
- Façade
- Van Gils
- Hiaat Plagiaat
- Viola Kaaps (finale)
- Kleinkunstmatig
- De Meester M BV (publieksprijs)
- Non Stop
- De Unie
- 4/4 MAAT (finale)

### 1983
- Peter Dekker (finale)
- Henk en Roelof
- Hiaat Plagiaat
- Peter de Hoog
- Het Kader (finale)
- 1983 (jury- en publieksprijs) (met onder anderen Willem van de Sande Bakhuyzen)
- Prothese
- Staal & Van Strien
- De Stobbelaarshow (finale)

### 1982
- Leo van den Berg
- Boordcabaret
- Dubbel en Dwars (publieksprijs) (met onder anderen Jack Spijkerman)
- Intercom
- Lipstick (finale)
- MET (finale)
- Paul van Soest (juryprijs)
- Staal en Strien

### 1981
- Felix Cat Mauw Wauw Group (finale)
- Kabaredband
- Kick 'n Ick (publieksprijs) (met Kick van der Veer)
- Plus Minus (finale)
- Vandaag Niets
- Cees Verburg

De zes deelnemers zijn door de organisatie geselecteerd uit 30 aanmeldingen, waarbij de organisatie een duidelijke voorkeur heeft voor combinaties van cabaret en Nederlandstalige popmuziek. Om deze reden vraagt de organisatie zich af of de naam Cabaretfestival de lading nog wel dekt.
Er is een voorronde (in studentenvereniging Augustinus), waar een andere jury drie deelnemers selecteert voor de finale. De finalejury bestaat uit Kitty Courbois, Natascha Emanuels, Rolf Kroes, Jaap van de Merwe en Koos Zwart. Zij beoordelen en doen verslag van het festival, maar ook dit jaar is er nog geen sprake van een juryprijs.

### 1980
Er is dit jaar geen Leids Cabaretfestival.

### 1979
- Appendiks
- Jan van het Hof (finale)
- Latent Talent (publieksprijs)
- Schoenmaker
- Virus (finale)
- Zwak van Zinnen

Dit jaar wordt voor het eerst de publieksprijs ingesteld.

### 1978
- Kwart over Elf
- Lage Landen Cabaret
- Met Zonder Met
- Van Santen Cabaret (met onder anderen Martin van Waardenberg en Evert de Vries)
- Toost

Er is dit jaar nog geen jury.